# Liste der Baudenkmale in Martinborough
Die Liste der Baudenkmale in Martinborough umfasst alle vom New Zealand Historic Places Trust (NZHPT) als „Historic Place“ oder „Historic Area“ eingestuften Baudenkmale und Flächendenkmale der neuseeländischen Ortschaft Martinborough. Die Angaben stammen aus dem Register des NZHPT. Die Bezeichnungen der Baudenkmale orientieren sich an diesem Register. In die Liste werden auch bekannte Wahi Tapu (Area), kulturell und religiös bedeutsame Stätten und Gebiete der Māori, aufgenommen. Sie werden jedoch meist nicht publiziert.

| Bild | Bezeichnung                      | Ort           | Anschrift                                         | Beschreibung                     | Bauzeit | Eintrag       | Nummer | Kat. |
| ---- | -------------------------------- | ------------- | ------------------------------------------------- | -------------------------------- | ------- | ------------- | ------ | ---- |
| BW   | Bank of New Zealand              | Martinborough | 1-3 Memorial Square Karte                         | Bank                             | n.a.    | 23. Juni 1983 | 1308   | 2    |
| BW   | Huangarua Woolshed               | Martinborough | Ponatahi Road and Riverside Road Karte            | Wollschuppen                     | 1869    | 23. Juni 1983 | 1309   | 2    |
| BW   | Colonial Museum (Former Library) | Martinborough | 7 Memorial Square Karte                           | Bibliothek, heute Kolonialmuseum | n.a.    | 23. Juni 1983 | 1310   | 2    |
| BW   | Otaraia Homestead                | Martinborough | Dyerville Road, abseits der Lake Ferry Road Karte | Wohnhaus                         | n.a.    | 23. Juni 1983 | 1311   | 2    |
| BW   | Puruatanga Woolshed              | Martinborough | Ponatahi Road Karte                               | Wollschuppen                     | n.a.    | 23. Juni 1983 | 1312   | 2    |
| BW   | St Andrew's Church (Anglican)    | Martinborough | 41-43 Dublin Street Karte                         | Kirche, anglikanische            | n.a.    | 23. Juni 1983 | 1313   | 2    |
| BW   | Waihenga                         | Martinborough | 154A Jellicoe Street Karte                        | Wohnhaus                         | n.a.    | 23. Juni 1983 | 1314   | 2    |
| BW   | Whangaimoana Station Homestead   | Martinborough | Südküste der Nordinsel, Cape Palliser Road Karte  | Wohnhaus/Villa einer Farm        | 1876    | 23. Juni 1983 | 1315   | 2    |
| BW   | Post Office (Former)             | Martinborough | 8 Memorial Square Karte                           | Postamt, ehemaliges              | n.a.    | 23. Juni 1983 | 2878   | 2    |
| BW   | Mahaki Homestead                 | Martinborough | 108 Mahaki Road, Dyerville Karte                  | Wohnhaus                         | n.a.    | 23. Juni 1983 | 2879   | 2    |